# Khujand
Khujand (tiếng Tajik: Хуҷанд, خجند; tiếng Uzbek: Хўжанд, Xoʻjand; tiếng Nga: Худжанд Khudzhand), tên cũ là Khodjend hoặc Khodzhent cho đến năm 1936 và Leninabad (Leninobod, Ленинобод, لنین‌آباد) cho tới năm 1991, là thành phố lớn thứ nhì ở Tajikistan. Thành phố tọa lạc bên sông Syr Darya tại cửa vào Thung lũng Fergana. Thành phố có dân số 149.000 người (điều tra dân số năm 2000), giảm từ mức 160.000 người vào năm 1989. Thành phố cũng là thủ phủ của tỉnh cực bắc của Tajikistan, nay gọi là Sughd.

## Khí hậu
Khujand có khí hậu sa mạc (phân loại khí hậu Köppen BWk) với mùa hè dài và nóng trong khi mùa đông ngắn và mát. Lượng mưa thấp, chủ yếu rơi vào mùa thu và mùa đông.
| Dữ liệu khí hậu của Khujand                                                | Dữ liệu khí hậu của Khujand | Dữ liệu khí hậu của Khujand | Dữ liệu khí hậu của Khujand | Dữ liệu khí hậu của Khujand | Dữ liệu khí hậu của Khujand | Dữ liệu khí hậu của Khujand | Dữ liệu khí hậu của Khujand | Dữ liệu khí hậu của Khujand | Dữ liệu khí hậu của Khujand | Dữ liệu khí hậu của Khujand | Dữ liệu khí hậu của Khujand | Dữ liệu khí hậu của Khujand | Dữ liệu khí hậu của Khujand |
| Tháng                                                                      | 1                           | 2                           | 3                           | 4                           | 5                           | 6                           | 7                           | 8                           | 9                           | 10                          | 11                          | 12                          | Năm                         |
| -------------------------------------------------------------------------- | --------------------------- | --------------------------- | --------------------------- | --------------------------- | --------------------------- | --------------------------- | --------------------------- | --------------------------- | --------------------------- | --------------------------- | --------------------------- | --------------------------- | --------------------------- |
| Cao kỉ lục °C (°F)                                                         | 15.7 (60.3)                 | 22.1 (71.8)                 | 28.8 (83.8)                 | 36.5 (97.7)                 | 39.9 (103.8)                | 43.5 (110.3)                | 45.9 (114.6)                | 43.8 (110.8)                | 38.4 (101.1)                | 33.8 (92.8)                 | 25.0 (77.0)                 | 21.1 (70.0)                 | 45.9 (114.6)                |
| Trung bình ngày tối đa °C (°F)                                             | 3.5 (38.3)                  | 6.2 (43.2)                  | 13.8 (56.8)                 | 21.9 (71.4)                 | 28.6 (83.5)                 | 34.2 (93.6)                 | 35.5 (95.9)                 | 32.4 (90.3)                 | 28.8 (83.8)                 | 20.6 (69.1)                 | 12.3 (54.1)                 | 5.6 (42.1)                  | 20.3 (68.5)                 |
| Trung bình ngày °C (°F)                                                    | −0.3 (31.5)                 | 1.7 (35.1)                  | 8.5 (47.3)                  | 16.2 (61.2)                 | 21.8 (71.2)                 | 26.9 (80.4)                 | 28.3 (82.9)                 | 26.1 (79.0)                 | 20.8 (69.4)                 | 13.9 (57.0)                 | 7.3 (45.1)                  | 2.0 (35.6)                  | 14.4 (57.9)                 |
| Tối thiểu trung bình ngày °C (°F)                                          | −3.4 (25.9)                 | −1.8 (28.8)                 | 4.2 (39.6)                  | 10.7 (51.3)                 | 15.5 (59.9)                 | 19.6 (67.3)                 | 21.2 (70.2)                 | 18.8 (65.8)                 | 13.6 (56.5)                 | 8.1 (46.6)                  | 3.4 (38.1)                  | −0.5 (31.1)                 | 9.1 (48.4)                  |
| Thấp kỉ lục °C (°F)                                                        | −22.8 (−9.0)                | −22.2 (−8.0)                | −13.6 (7.5)                 | −3.9 (25.0)                 | 0.8 (33.4)                  | 8.7 (47.7)                  | 10.5 (50.9)                 | 7.0 (44.6)                  | 1.4 (34.5)                  | −6.8 (19.8)                 | −18.8 (−1.8)                | −20.0 (−4.0)                | −22.8 (−9.0)                |
| Lượng Giáng thủy trung bình mm (inches)                                    | 15.7 (0.62)                 | 15.7 (0.62)                 | 26.1 (1.03)                 | 31.4 (1.24)                 | 17.2 (0.68)                 | 4.6 (0.18)                  | 2.3 (0.09)                  | 1.7 (0.07)                  | 2.7 (0.11)                  | 16.9 (0.67)                 | 13.7 (0.54)                 | 16.8 (0.66)                 | 164.8 (6.49)                |
| Số ngày giáng thủy trung bình                                              | 11.4                        | 11.0                        | 12.7                        | 12.6                        | 12.0                        | 6.3                         | 4.1                         | 2.6                         | 3.2                         | 6.8                         | 7.4                         | 10.4                        | 100.5                       |
| Độ ẩm tương đối trung bình (%)                                             | 77.8                        | 75.4                        | 64.0                        | 56.3                        | 48.7                        | 34.8                        | 33.8                        | 38.4                        | 43.3                        | 55.4                        | 75.2                        | 76.4                        | 56.6                        |
| Số giờ nắng trung bình tháng                                               | 126                         | 131                         | 168                         | 211                         | 297                         | 358                         | 382                         | 363                         | 300                         | 225                         | 160                         | 106                         | 2.827                       |
| Nguồn 1: Tổ chức Khí tượng Thế giới NOAA                                   |                             |                             |                             |                             |                             |                             |                             |                             |                             |                             |                             |                             |                             |
| Nguồn 2: climatebase.ru (đo độ ẩm), Meteo Climat (đo nhiệt độ cao và thấp) |                             |                             |                             |                             |                             |                             |                             |                             |                             |                             |                             |                             |                             |

## Thành phố kết nghĩa
Khujand kết nghĩa với:
- Shymkent, Kazakhstan
- Bukhara, Uzbekistan[5]
- Samarkand, Uzbekistan[6]
- Nishapur, Iran[7]
- Tabriz, Iran[8]

## Người nổi tiếng
- Manzura Uldjabaeva (sinh năm 1952), họa sĩ
- Henri Weber (1944–2020), chính khách